# Кристал-Лейк (Иллинойс)
Кристал-Лейк (англ. Crystal Lake) — город в округе Мак-Генри в штате Иллинойс США. По данным переписи 2020 года, численность населения составляла 40 269 человек.

## Население
| 2010   | 2020    |
| ------ | ------- |
| 40 743 | ↘40 269 |